# NGC 1170
NGC 1170 је ознака објекта на координатама са ректансцензијом 3h 2m 26,8s и деклинацијом + 27° 4" 22'. Открио га је Чарлс Сандерс Пирс, 31. децембра 1869. Каснијим посматрањима на том положају није уочен никакав астрономски објекат.